# Ballycastle
Ballycastle (en irlandés: Baile an Chaisti, lit. 'ciudad del castillo'; en escocés: Ballykessel) es un pueblo costero del distrito de Causeway Coast y Glens del condado de Antrim de Irlanda del Norte.

## Geografía

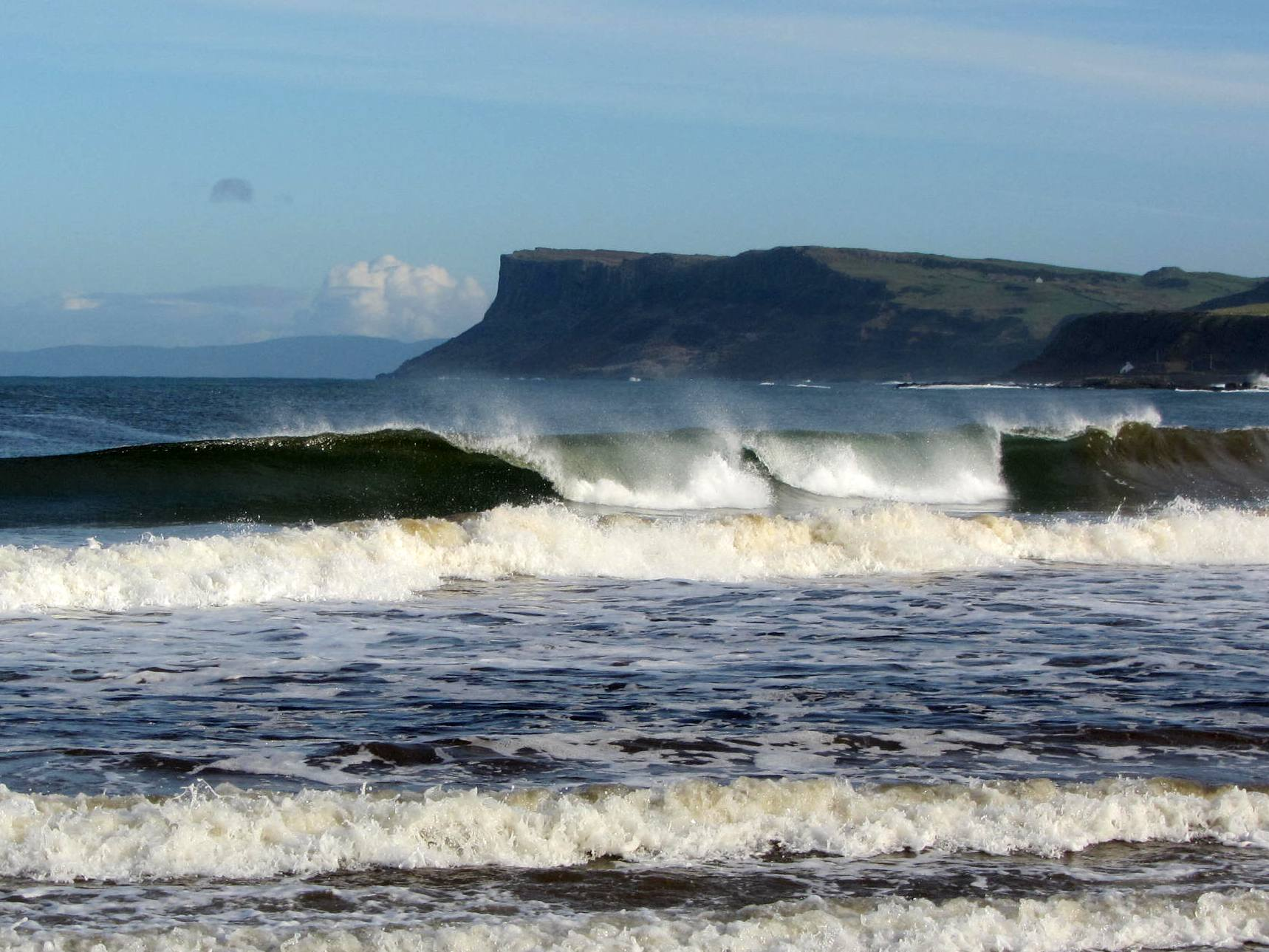
Mar en Ballycastle con Escocia en el fondo

Ballycastle está situado en el extremo costero más nororiental de Irlanda, junto a Fair Head y enfrente de la isla de Rathlin (donde se dice que Roberto III se ocultó de sus enemigos en una cueva). Es un centro de comercio con puerto pesquero y balnearios.

## Historia
La historia de Ballycastle se remonta a la fundación de un asentamiento alrededor de Port Brittas, el antiguo nombre de la bahía de Ballycastle. Es desde aquí desde donde se ha sugerido que Fergus Mór mac Eirc, un supuesto rey de Dalriada, navegó a Escocia y fundó una gran colonia en todo Argyll.
Desde finales del siglo XIV, la zona estuvo en el centro del territorio controlado por los MacDonnell de Antrim. Descendiente del clan MacDonald de Dunnyveg, fue a través del matrimonio de John Mór MacDonald y Margery Byset en 1399 que el clan sentó las bases de su reclamo sobre las Glens de Antrim. Sin embargo, no fue hasta el siglo XVI cuando el célebre cacique Sorley Boy MacDonnell del castillo de Dunaneeny estableció el clan tanto en Glens como en The Route.
El asentamiento alrededor del castillo de Dunaneeny, junto con los asentamientos en Bonamargy Friary y el castillo en el área del Diamond se fusionaron para convertirse en la ciudad actual. Es de este castillo, que se encontraba en el sitio de la Iglesia de la Santísima Trinidad, de donde la ciudad deriva su nombre. El castillo de Ballycastle, que había estado en posesión de los MacDonnell, antes de ser capturado por tropas escocesas y más tarde cromwellianas, cayó en desuso y los últimos muros restantes se eliminaron en el siglo XIX.
Alrededor del año 1786, Hugh Boyd, hijo del rector de la iglesia parroquial de Ramoan, obtuvo un contrato de arrendamiento y un permiso del parlamento para construir un nuevo puerto y muelle para proteger el transporte marítimo. Es conocido por establecer pozos de carbón, alfarerías, una fábrica de vidrio y una serie de industrias que, bajo su cuidado, hicieron que Ballycastle se convirtiera en una ciudad floreciente. A Hugh Boyd se le atribuye la construcción o el establecimiento de varios edificios que todavía se encuentran en la ciudad en la actualidad.
El 6 de julio de 1898, George Kemp y Edward Edwin Glanville realizaron una prueba del telégrafo sin hilos de Marconi para Lloyd's entre el hotel The Marine en Ballycastle y la isla de Rathlin, considerada la primera transmisión comercial de radio.

### Los años del terror
Paramilitares lealistas dejaron un coche bomba frente a la iglesia católica el 26 de agosto de 1973, programada para explotar cuando los asistentes abandonaran la misa. Pero la misa se retrasó y la bomba detonó cuando los fieles todavía estaba dentro de la iglesia. El resultado fueron 50 personas resultaron heridas, 3 de ellas de gravedad.
El 19 de junio de 1979, el IRA bombardeó cinco hoteles en diferentes ciudades costeras de Irlanda del Norte, incluido el Ballycastle's Marine Hotel. William Whitten, un huésped protestante del hotel de 65 años, resultó gravemente herido en la explosión, muriendo tres semanas después.
Un miembro fuera de servicio de la Royal Ulster Constabulary, Spence McGarry, murió cuando una bomba trampa del Ejército Republicano Irlandés Provisional colocada en su coche explotó el 6 de abril de 1991. Gerard Butler fue declarado culpable en 1993 por el ataque y sentenciado a 22 años de prisión.
En 2001, hubo un intento de asesinato en masa por parte de los Defensores de la Mano Roja cuando se dejó un coche bomba durante la Feria anual de Lammas. En el pasado, ha habido disturbios durante los desfiles  en el pueblo. En 2001 se produjeron graves disturbios públicos durante el desfile de la Orden de Orange el 12 de julio y como resultado, a la banda de flauta Silver Plains se le prohibió marchar en la ciudad debido a acusaciones de conducta sectaria y atavíos paramilitares.

## Demografía
| Identidad de los residentes en Ballycastle (2021) | Identidad de los residentes en Ballycastle (2021) | Identidad de los residentes en Ballycastle (2021) | Identidad de los residentes en Ballycastle (2021) | Identidad de los residentes en Ballycastle (2021) |
| ------------------------------------------------- | ------------------------------------------------- | ------------------------------------------------- | ------------------------------------------------- | ------------------------------------------------- |
| Nacionalidad                                      |                                                   |                                                   |                                                   |                                                   |
| Irlandés                                          | Irlandés                                          |                                                   | 51.2 %                                            | 51.2 %                                            |
| Norirlandés                                       | Norirlandés                                       |                                                   | 30.1 %                                            | 30.1 %                                            |
| Británico                                         | Británico                                         |                                                   | 23.9 %                                            | 23.9 %                                            |

La evolución demográfica de Ballycastle entre 1937 y 2021 fue la siguiente:
| 2209                                   | 2559 | 2642 | 2899 | 3284 | 5089 | 5237 | 5628 |
| (Fuente: Census carried out by NISRA ) |      |      |      |      |      |      |      |

Según el censo de 2021, el 75,5% de la población es de origen católico y el 18,3% eran de origen protestante.En el censo de 1961, el porcentaje de población de origen católico es del 61,7% de la población es de origen católico y el 34,8% eran de origen protestante.
La mayoría de la gente de Ballycastle habla inglés. En la actualidad existe una escuela infantil y primaria totalmente irlandesa con reconocimiento oficial. El gaélico irlandés estuvo vivo hasta 1960, a pesar de que dejó de ser lengua comunitaria alrededor de la Primera Guerra Mundial. 

## Infraestructura

### Transporte

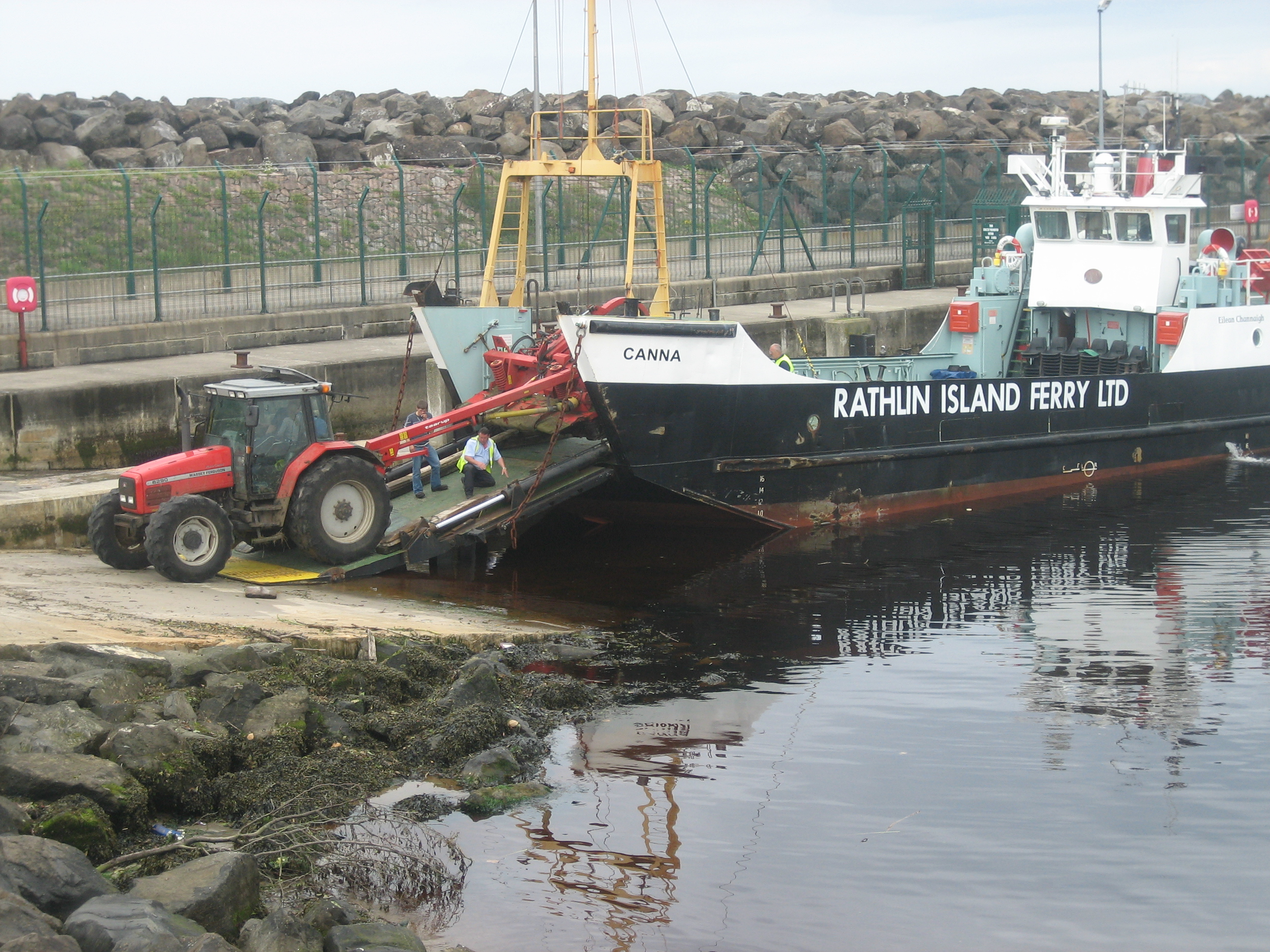
Ferry a la isla de Rathlin

Los servicios de autobús en Ballycastle son operados por Translink.
Un ferry circula entre la ciudad y la isla de Rathlin, operado por Rathlin Island Ferry Ltd desde 2008. También hay servicio estival de ferry de pasajeros a Campbeltown en la península de Kintyre en Escocia y a Port Ellen en Islay, que funciona los siete días durante los meses de verano y solo los lunes y viernes durante los meses de invierno.
La estación de tren de Ballycastle se inauguró el 18 de octubre de 1880 en Ballycastle Railway, un ferrocarril de vía estrecha que recorría 17 millas (27,4 km). El ferrocarril iba desde Ballycastle hasta la estación de Ballymoney, ahora parte de Northern Ireland Railways.

## Cultura

Oficina de la Feria Lammas

### Deporte
Los deportes de interés local incluyen tenis, bolos, hurling, camuflaje, fútbol gaélico, fútbol, golf, y skate. Además, hay una liga de billar local entre los distintos pubs del pueblo.

### Festivales y celebraciones
La Feria de Ould Lammas se celebra cada año en Ballycastle el último lunes y martes de agosto, una feria agrícola de importancia en toda Irlanda del Norte. 

## Personas importantes
- Sorley Boy MacDonnell (1505-1590): jefe tribal escocés-irlandés, señor de las islas Islay y Kyntire (Cantire).
- Keith O'Brien (1938-2018): cardenal y arzobispo emérito de San Andrés y Edimburgo, acusado por varios sacerdotes de acoso sexual.
- Conleth Hill (1964): es un actor norirlandés que interpretó a Lord Varys en Juego de Tronos.